# Едуард Сапир
Едуард Сапир (на английски: Edward Sapir, /səˈpɪər/) (26 януари 1884 – 4 февруари 1939) е американски езиковед и антрополог, сред основоположниците на структурната лингвистика в Съединените щати.
Известен е с така наречената Хипотеза на Сапир — Уорф и изследванията си на езиците на северноамериканските индианци, смятан е за основоположник на етнолингвистиката.

## За него
- Koerner, E. F. K. Edward Sapir: Appraisals of his life and work.   Amsterdam, John Benjamins, 1985. ISBN 978-90-272-4518-2.
- Cowan, William. New perspectives in language, culture, and personality: Proceedings of the Edward Sapir Centenary Conference (Ottawa, 1 – 3 октомври 1984).   Amsterdam, John Benjamins, 1986. ISBN 978-90-272-4522-9.
- Darnell, Regna. Edward Sapir: linguist, anthropologist, humanist.   Berkeley, University of California Press, 1989. ISBN 978-0-520-06678-6.
- Sapir, Edward. Southern Paiute and Ute: linguistics and ethnography.   Berlin, Walter de Gruyter, 1992. ISBN 978-3-11-013543-5.
- Sapir, Edward. The collected works of Edward Sapir: culture.   Berlin, Walter de Gruyter, 1999. ISBN 978-3-11-012639-6.